# Аргіотоксин 636
Аргіотоксин 636 (аргіопін) - поліаміновий токсин, вперше виділений з отрути павука виду аргіопа виїмчастий Argiope lobata. За біологічною дією є селективним безконкурентним антагоністом іонотропних глутаматних рецепторів. Зокрема, було показано, що при зв'язуванні з АМРА-рецептором "хвіст" молекули блокується в іонному каналі, таким чином припиняючи функціонування даного рецептора. Окрім того, цей токсин здатний блокувати потенціал-залежні натрієві та калієві канали на мембрані нейрона. Завдяки цим механізмам аргіотоксин 636 зменшує амплітуду потенціалів дії, пригнічуючи таким чином збудження в нервовій тканині.